# طرح دفاعی شوروی پیش از آغاز جنگ با آلمان
طرح دفاعی شوروی پیش از آغاز جنگ با آلمان به مجموعه پیشبینی‌ها، اقدامات و آماده‌سازی‌های این کشور برای مقابله با تهاجم احتمالی آلمان اشاره دارد که از اواسط سال ۱۹۳۹ آغاز شد و تا هنگام آغاز عملیات بارباروسا توسط نیروهای محور علیه این کشور، ادامه داشت.
در این طرح، شوروی در راس همه اقدامات سعی داشت با خودداری از دست زدن به اقدامات تحریک کننده، به آلمان بهانه‌ای برای آغاز جنگ ندهد. شوروی پس از انعقاد پیمان مولوتوف-ریبنتروپ، تلاش کرد با سلطه بر فنلاند، کشورهای حوزه دریای بالتیک و شرق لهستان، بین سرزمین اصلی خود و آلمان منطقه حائل ایجاد کند که این امر با در تماس مستقیم قرار دادن دو طرف باعث تغییر شرایط دفاعی شوروی شد.
در نهایت، شوروی از ماه ژوئیه سال ۱۹۴۰، با به دست آوردن اطلاعاتی مبنی بر قصد قطعی آلمان بر تهاجم، شروع به تنظیم طرح دفاعی ویژه‌ای در این رابطه کرد. این طرح که در دفعات مختلف تغییرات عمده‌ای به خود دید، با داشتن ظاهری دفاعی، از باطنی تهاجمی برخوردار بود و قصد داشت پس از شکست و متوقف ساختن مهاجمان در مناطق مرزی، تهاجم گسترده‌ای به درون اراضی آن آغاز کند.

## پیش‌بینی و آگاهی از امکان تقابل
ماه اوت سال ۱۹۳۹ یعنی پیش از آغاز تهاجم آلمان به لهستان، ژوزف استالین خطاب به شورای پولیتبورو، مسئله احتمال تقابل با آلمان در صورت پیروزی آن کشور بر لهستان، فرانسه و انگلستان را محتمل دانست و ضمن تأیید خطر نسبی، وقوع بسیار نزدیک آن را رد و با فرض تضعیف آلمان پس این جنگ‌ها و مشغول بودن آن به تجدید قوا، وقوع آن را دست کم پس از بیش یک دهه پیشبینی نمود. استالین معتقد بود آلمان منابع کافی برای جنگ در دو جبهه را در اختیار ندارد و هیتلر چنین ریسکی نخواهد کرد. در عین حال، استالین امیدوار بود در گونه‌ای از بن‌بست همانند جبهه غربی جنگ جهانی اول، آلمان در باتلاق جنگ فرسایشی در فرانسه گرفتار شود. استالین همچنین انتظار داشت بتواند با استفاده از وابستگی رو به فزونی امور جنگی آلمان به کمک‌های اقتصادی و سیاسی شوروی، آلمان را وادار سازد به دنبال حفظ حسن‌نیت شوروی د  مرحله دوم جنگ باشد. انعقاد پیمان مولوتوف-ریبنتروپ امید استالین را نسبت به به‌تعویق افتادن حمله آلمان به شوروی افزایش داد.
بهار سال ۱۹۴۱، استالین نگران بود با نفاق بریتانیا یا صلح ناگهانی بین آلمان و این کشور، پای شوروی در نهایت به جنگ کشیده شود. پرواز رودلف هس به اسکاتلند ظن وقوع چنین صلحی را در او افزایش داد. در این زمان استالین امیدوار بود این تقابل غیرقابل اجتناب دست کم یک سال دیگر به تعویق بیفتد تا شوروی بتواند بازسازماندهی نیروهای مسلح خود را تکمیل نماید.

## طرح دفاعی

### اقدامات اولیه
شوروی تلاش کرد با اشغال شرق لهستان و کشورهای حوزه دریای بالتیک، یک منطقه حائل بین خود و آلمان ایجاد کند. در همین حال، پیروزی خیره‌کننده آلمان در مقابل فرانسه و تسخیر پاریس توسط ورماخت، باعث دستپاچگی رهبران شوروی گردید. منقول است استالین در این زمان گفت: «آلمانی‌ها حالا رو به ما خواهند کرد. آن‌ها ما را زنده‌زنده خواهند خورد.» ضمن دست نزدن به هیچگونه عمل تحریک‌آمیز، ویاچسلاو مولوتف، وزیرخارجه این کشور در اقدامی مستاصلانه جهت نرم کردن آلمانی‌ها، به تعویق انداختن روی آوردی آن‌ها به شرق و البته همراه ساختن آن‌ها در موضوع بیسارابیا و کشورهای حوزه دریای بالتیک، این «موفقیت باشکوه ورماخت» را به گراف فن شولنبرگ، سفیر آلمان در مسکو تبریک گفت.
تقسیم اروپای شرقی بین آلمان و شوروی باعث تماس مستقیم بین دو طرف و در نتیجه تجدید نظر بنیادین در برنامه‌های ستاد کل ارتش سرخ در ارتباط با تقابل احتمالی با آلمان شد. البته این مسئله با وجود از میان برداشتن منطقه حائل بین دو کشور که پیش از این نیاز دفاعی شوروی را تأمین می‌کرد، با ارتقا موقعیت راهبردی این کشور باعث رفع خطر استفاده از کشورهای بالتیک به عنوان پلی جهت تهاجم به شهرهای مهمی همچون لنینگراد و مینسک گردید و با سلطه شوروی بر بیسارابیا، این کشور را به میدان‌های نفتی رومانی که منبع حیاتی امور جنگی آلمان به حساب می‌آمد، نیز نزدیک‌تر ساخت. پیروزی درخشان آلمان بر فرانسه موجب پدیداری احساس خطر در رهبران شوروی گردید تا با بازگرداندن طرح مرخص کردن عده زیادی از سربازان، از بیست و دوم ماه مه سال ۱۹۴۰ مجدداً فرمان به بسیج عمومی و با مشاهده نقش نیروهای زرهی در پیروزی آلمان، به افزایش سرعت تولید تانک‌های تی-۳۴ جهت جایگزینی ذخایر متعدد تانک‌های منسوخ پیشین خود بدهند. ماه ژوئن، سیمیون تیموشنکو، کمیسار خلق در امور دفاع، گزارشی از نتایج به‌کارگیری تاکتیک بلیتس‌کریگ توسط نیروهای آلمانی در میدان‌های رزم، به استالین ارائه کرد. در طول همین ماه تیموشنکو یا تأیید استالین، دستور به برقراری مجدد یگان‌های بزرگ زرهی پس از انحلال آن‌ها در ماه نوامبر سال ۱۹۳۹، داد. ماه فوریه سال ۱۹۴۱، مجوز تشکیل بیست سپاه مکانیزه کم و بیش بر مبنای مدل یگان‌های آلمانی، صادر شد. چنین واکنش‌های عجولانه‌ای به تحولات، با توجه کمبود وقت، علاوه بر این که کمکی به شرایط شوروی نکرد بلکه آثار سوئی نیز از خود در زمینه هماهنگی‌های لازم دفاعی بر جای گذاشت.

### آغاز طرح‌ریزی
به لطف شبکه گسترده و مؤثر جاسوسان، شوروی به سرعت از آغاز آماده‌سازی برای طرح عملیاتی بارباروسا مطلع شد. با توجه به امضای پیمان بی‌طرفی با امپراتوری ژاپن در ماه مارس سال ۱۹۴۰، شوروی تقریبا مطمئن بود که تنها لازم است برای جنگ در یک جبهه برنامه‌ریزی نماید. بدین ترتیب از ماه ژوئیه، ستاد کل ارتش سرخ شروع به تنظیم برنامه‌های جدیدی بر اساس تعیین آلمان به عنوان خطرناک‌ترین تهدید و محور شمال رود پریپیات به عنوان محمل‌ترین مسیر تهاجم آلمانی‌ها کرد. در طرحی که توسط سرلشکر الکساندر واسیلیوسکی، جانشین رئیس ستاد کل ارتش سرخ ارائه گردید حمله‌ای توسط آلمان با پشتیبانی ایتالیا، فنلاند، رومانی و احتمالا مجارستان و ژاپن پیشبینی می‎شد که با نیرویی بالغ بر ۲۷۰ لشکر از جمله ۲۳۳ لشکر در مرزهای جدید غربی شوروی صورت می‌پذیرفت. واسیلیوسکی بر این باور بود که تمرکز اصلی آلمان با ۱۲۳ لشکر پیاده‌نظام و ۱۰ لشکر زرهی، بر شمال مرداب‌های پریپیات و پیشروی به سمت مینسک، مسکو و لنینگراد قرار خواهد گرفت. بنابراین، واسیلیوسکی قصد داشت بیشتر نیروهای ارتش سرخ را همین ناحیه مستقر کند. به هر حال، مارشالتیموشنکو، احتمالا با پیشبینی مخالف استالین، این طرح را رد کرد. ارتشبد کیریل مرتسکوف، رئیس جدید ستاد کل ماه اوت از واسیلیوسکی و همکاران او خواست طرح جدیدی بریزند. طرح دوم دو حالت ارائه می‌کرد که بر اساس شرایط سیاسی بیشتر نیروهای ارتش سرخ را در شمال یا جنوب مرداب‌های پریپیات متمرکز می‌نمود. استالین روز ۵ اکتبر این طرح را مورد بررسی قرار داد. او به وضوح گزینه شمالی را رد نکرد اما در این پندار بود که درگیری پیش رو یک جنگ فرسایشی است و آلمان با منابع ضعیف علاوه بر این که خواهان سلطه بر منابع طبیعی اوکراین است، بلکه قصد دارد تا جای ممکن بین ارتش سرخ و میدان‌های نفتی رومانی فاصله بیندازد.  بر این مبنا، استالین پیشبینی می‌کرد تلاش اصلی مهاجمان از جانب جنوب صورت خواهد گرفت. بدین ترتیب ستاد کل طرح جدید دیگری که جهت‌گیری اساسی نیروها را به سمت جنوب غربی تغییر می‌داد، آماده کرد که روز ۱۴ اکتبر به تایید رسید.

### طرح ژوکوف
انجام شبیه‌سازی‌های عملیاتی ده روزه در ماه‌های دسامبر سال ۱۹۴۰ و ژانویه سال ۱۹۴۱ نیز بر اولویت مناطق جنوبی تأکید کرد. چهاردهم ژانویه سال ۱۹۴۱، گئورگی ژوکوف به فرمان استالین به عنوان رئیس ستاد ارتش سرخ برگزیده شد. ژوکوف هنگامی به این منصب رسید که تنها پنج ماه تا آغاز تهاجم آلمان، برای تغییر راهبرد دفاعی شوروی به طرحی واقع‌بینانه‌تر و به حداقل رساندن صورت تهاجمی آن فرصت داشت. در طرح جدیدی که در جریان کنفرانس‌های سطح بالا، توسط او در طول ماه آوریل تهیه شد، شوروی ۳۴۴ لشکر با مجموعاً ۷٫۸۵ میلیون سرباز ایجاد می‌کرد که ۶٫۵ میلیون نفر از آن‌ها در مقابل آلمانی‌ها قرار می‌گرفتند. طرح ژوکوف نیز مانند طرح پیشین، بر حفظ خط مرزی با دفاع فعالانه تأکید داشت و دنباله آن را ضد حملات در نظرگرفته بود. در طرح او به تانک‌های آلمانی اجازه داده می‌شد که به مناطق شرقی نفوذ کنند و سپس هر سرنیزه زرهی به تنهایی منهدم می‌شد. فرماندهی عالی شوروی احتمالا از این که آلمانی‌ها یک توقف عملیاتی در اسمولنسک جهت باز سازماندهی و بهبود شرایط تدارکاتی را لازم می‌دیدند، به خوبی آگاه بود. از همین رو اجرای حملاتی از نواحی ولیکیه لوکی و گومل در شمال و جنوب اسمولنسک جهت بدل ساختن این توقف عملیاتی به یک تاخیر عمده برای دشمن را در نظر در نظر گرفته شده بود. بدین منظور ۱۳ مه سال ۱۹۴۱ ستاد کل دستور به حرکت ارتش بیست و دوم از اورال به ولیکیه لوکی و ارتش بیست و یکم از ناحیه وولگا به گومل داد.
طرح ژوکوف به هیچ وجه قصد نداشت بدنه اصلی نیروهای ارتش سرخ را بسیار نزدیک تهاجم اولیه دشمن قرار دهد تا قدرت تحرک‌پذیری از این نیروها گرفته شود و در خطر محاصره و انهدام قرار گیرند. این طرح لایه نخست نیروهای ارتش سرخ را که به شکل ثابتی در مناطق مرزی قرار می‌گرفتند، قربانی می‌کرد تا شدت تهاجم نیروهای آلمانی به مرور کاسته شود. فرماندهان خط مقدم و یگان‌هایی که چنین سرنوشتی برای آن‌ها رقم زده می‌شد، هیچگاه از این تصمیم مطلع نشدند. پیشبینی می‌شد مقاومت این نیروها باعث ایجاد فاصله بین سر نیزه زرهی آلمان و پیاده‌نظام آن شود تا با هر یک به شکل جداگانه برخورد گردد. نیروهایی که به محاصره می‌آمدند، می‌بایست همچنان به عنوان بخش فعالی از لایه تاکتیکی به مبارزه ادامه می‌دادند تا سرعت پیشروی آلمانی‌ها را کاهش دهند. انتظار می‌رفت پس از انهدام نیروهای اصلی لایه نخست، دسته‌ها و یگان‌های کوچک آن با حضور در جنگل‌ها به فعالیت‌های پارتیزانی بپردازند. طرح ژوکوف تحت عنوان «طرح دفاع از مرزهای کشور» یک ماه پیش از آغاز عملیات بارباروسا ارائه و به نیروها ابلاغ شد. این طرح، دفاعی بود که با حمله به اراضی داخلی آلمان ادامه پیدا می‌کرد. ژوکوف این مفهوم دفاعی خود بر پایه ایده‌های میخائیل توخاچفسکی توسعه داده و بنا کرده بود. ارتش سرخ با آگاهی از جدا افتادن بخشی از نیروهای آلمانی در رومانی، طرحی نیز برای تهاجم به این متحد آلمان پس از متوقف کردن تهاجم اولیه این کشور آماده کرده بود که شامل حمله هوایی به میدان‌های نفتی رومانی در پلویشت و تهاجم آبی-خاکی به جزایر دلتای رود دانوب می‌شد.
طرح ژوکوف به طرح اصلی عملیات جنگی و بسیج ارتش سرخ بدل شد. طرح مورد نظر با وجود این که از منظر راهبردی حالتی تدافعی داشت اما ذاتاً از طبیعتی تهاجمی برخوردار بود. در نهایت بر اساس این طرح و طرح بسیج مرتبط به آن، شوروی ۲۳۷ لشکر از مجموع ۳۰۳ لشکر خود را در سه منطقه ویژه دفاعی در غرب و یک ارتش نهم مجزا مستقر می‌ساخت؛ که در صورت آغاز جنگ چهار جبهه شمال غربی، غربی، جنوب غربی و نهایتاً جنوبی را تشکیل می‌دادند. به صورت کلی نیروهای ارتش سرخ می‌بایست در دو قسمت راهبردی مستقر می‌شدند. قسمت نخست با ۱۸۶ لشکر به چهار جبهه عملیاتی اختصاص می‌یافت و قسمت دوم با ۵۱ لشکر در غالب پنج ارتش در اختیار فرماندهی عالی (استاوکا) قرار می‌گرفت. هر یک از چهار جبهه عملیاتی می‌بایستی قوای خود را به شکل سه کمربند پشت‌سرهم در طول مرزهای جدید و پشت آن آرایش می‌دادند. کمربند نخست نیروی پوششی در طول مرز بود و دو کمربند دیگر تقریباً با اندازه برابر دفاع در عمق را تشکیل می‌دادند و اقدام به ضد حمله می‌کردند. پنج ارتشی که در نهایت شامل ۵۷ لشکر می‌شدند، در طول رودهای دوینا و دنیپر مستقر شده بودند. این قسمت عملاً از چشم سرویس‌های اطلاعاتی آلمانی مخفی ماند. وظیفه این نیروها اجرای ضد حمله در هماهنگی با ضد حملات نیروهای خط مقدم بود. اواخر ماه مارس به درخواست ژوکوف،  پانصد هزار نفر از نیروهای ذخیره در حالت آماده‌باش قرار گرفتند تا آموزش آن‌ها شدت بگیرد. تقریبا تمامی این افراد به چهار منطقه نظامی غربی اعزام گشتند. چند روز بعد سیصد هزار نفر دیگر از نیروهای ذخیره نیز فراخوانده شده و در ناحیه واسط در فاصله بین لایه تاکتیکی و لایه عملیاتی قرار گرفتند. قریب به ۱۷۰ لشکری که در بخش اروپایی شوروی، غرب مسکو و شرق کیف، مستقر گشتند تنها بین ۸ تا ۹ هزار نفر نیرو در اختیار داشتند. توان چندین مورد از این لشکرها نیز تنها بین ۵ تا ۶ هزار نفر بود. بیشتر لشکرهایی که دست کم از منظر نفرات، تکمیل‌تر بودند، در مواضع غربی‌تر، در لایه نخست تاکتیکی قرار گرفتند. امید می‌رفت از لایه عملیاتی در مقابل تهاجم اصلی دشمن محافظت شود و با استقرار به موقع و مناسب، جناحین گروه ارتش مرکز آلمان را مورد تهدید قرار دهد.
با وجود اقدام برای بسیج ۸۰۰ هزار نفر از نیروهای ذخیره و سرعت بخشیدن به فارغ‌التحصیلی دانشکده‌های مختلف نظامی، به هر صورت مشکلات بسیج نیرو سبب شد این طرح به شکل کامل اجرا نشود و تا هنگام آغاز تهاجم آلمان، هیچ‌یک از دو بخش عمده یعنی نیروهای مناطق دفاعی و نیروهای پنج ارتش فرماندهی عالی بر اساس طرح بسیج و استقرار، به صورت کامل در جایگاه خود قرار نگیرند.

### آماده‌سازی دفاعی مناطق نظامی

#### بالتیک و لنینگراد
طرح‌ریزی اولیه ارتش سرخ در مناطق شمالی بر این باور بود که لنینگراد تنها از طریق فنلاند مورد تهدید واقع خواهد شد و تهاجم آلمان مسکو را هدف قرار خواهد داد. روز ۱۸ نوامبر سال ۱۹۴۰، فرماندهی عالی شوروی از وجود از برنامه‌ریزی آلمانی‌ها برای تهاجم حمایتی به سمت لنینگراد مطلع شد؛ بنابراین طرح دفاعی دیگری بر اساس تهاجم آلمانی‌ها از محور پسکوف آماده و پیشبینی شد فنلاندی‌ها نیز از طریق ویبورگ به سمت لنینگراد پیشروی خواهند کرد. دفاع از محور پسکوف-استروف از منطقه نظامی لنینگراد به منطقه ویژه نظامی بالتیک منتقل شد. این طرح دو مرحله تدافعی نخست در خط مرزی و طول رود دوینا و سپس در خط ریگا-پسکوف-لوگا-نووگورود را برنامه‌ریزی کرده و از مزایای موانع طبیعی همچون رودهای ولیکایا و لوگا و مرداب‌ها و جنگل‌های منطقه استفاده نموده بود. طرح دیگری در ۱۵ مه سال ۱۹۴۱ منطقه نظامی لنینگراد را در مسئولیت دفاع از شهر لنینگراد و خط ریلی مورمانسک حفظ و منطقه ویژه نظامی بالتیک را موظف به متوقف ساختن دشمن در خط ریگا-ویلنا و محافظت از جزایر بالتیک نمود.
پس از تحقق اهداف اولیه، دو منطقه نظامی می‌بایست اقدام به دستیابی به برتری هوایی علیه مهاجمان می‌نمودند و سپس آماده مشارکت در در ضد حملات علیه دشمن می‌بودند. طبق تصور شوروی مبنی وجود ۱۵ روز فرصت برای آماده‌سازی پس از آغاز تهاجم آلمان، با قرار دادن تنها یک هنگ از بیشتر لشکرها در خط مرزی، فیودور کوزنتسوف، فرمانده منطقه نظامی بالتیک تصور می‌کرد بتواند از این مدت جهت انتقال نیروهای خود به خط مقدم استفاده کند. او همچنین قصد داشت از دو سپاه مکانیزه خود در یک ضد حمله زود هنگام و تعیین‌کننده در جهت شکست و انهدام سرنیزه زرهی آلمان استفاده نماید.

#### منطقه ویژه نظامی غرب
آرایش دفاعی ارتش سرخ در این منطقه تنها به یک لایه محدود می‌شد و هیچ نیروی ذخیره‌ای نداشت. هنگامی که تمرکز شوروی توسط استالین از مسکو به اوکراین منتقل شد، منطقه ویژه نظامی غرب جایگاه و منابع خود را به عنوان محور اصلی دفاعی از دست داد. بسیاری از نیروهای این منطقه با خط مقدمی ۴۳۵ کیلومتری، درون برآمدگی بیاویستوک متمرکز شده بودند که آن‌ها را کاملاً در معرض به محاصره درآمدن توسط دشمن قرار می‌داد. این منطقه نظامی روز ۲۶ مارس سال ۱۹۴۱ به نیروهای خود دستور داد تا ۱۵ ماه ژوئن خود را به توان رزمی کامل خود برسانند اما کمبود منابع جلوی چنین آماده‌سازی‌هایی را می‌گرفت. با اجازه دادن شدن به نیروهای زرهی آلمانی برای نفوذ در اراضی شرقی بر پایه طرح ژوکوف، قصد او و استالین از وجود منطقه نظامی غرب از ابتدا قربانی کردن آن در مقابل تاکتیک بلیتس‌کریگ بود تا جبهه ذخیره را در طول خط استالین نیروی اصلی دفاعی در نظر بگیرند. با این حال، ژنرال دمیتری پاولوف، فرمانده این منطقه نظامی که از این تصمیمات مطلع نبود، می‌پنداشت شوروی اقدام به متوقف کردن مهاجمان در خط مرزی خواهد کرد. او تصور می‌کرد با کمک سه سپاه مکانیزه از چهار سماه مکانیزه خود، خواهد توانست تا هنگام رسیدن نیروی کمکی از لایه عملیاتی و ذخیره راهبردی، جلوی پیشروی نیروهای دشمن را بگیرد و حتی در صورت لزوم با ثبات بخشی به خط مقدم، مهاجمان را به درون اراضی خود عقب براند. با این وجود، ژوکوف قصد نداشت برای حفظ منطقه محدب بیاویستوک، طبق نظر پاولوف، نیروهای لایه عملیاتی و ذخیره راهبردی را وارد میدان نبرد کند.

#### کیف و اودسا
فرماندهی عالی شوروی می‌دانست که تمرکز اصلی نیروهای آلمانی بر شمال مرداب‌های پریپیات است اما استالین اصرار داشت که تأکید شوروی بر جنوب باقی بماند. نفوذ بالای مردم اوکراین و تمایل به حفظ منابع و صنایع این منطقه و پایگاهی قدرتمند در نزدیکی بالکان سبب چنین تأکیدی شده بود. بدین جهت ژوکوف ارتش نوزدهم را از قفقاز شمالی به جنوب اوکراین و ارتش شانزدهم را از منطقه فرابایکال به غرب اوکراین منتقل نمود. در مجموع حدود ۶۰ لشکر شامل ۱۶ لشکر تانک و ۸ لشکر موتوریزه، بسیار بیشتر هر منطقه نظامی دیگری، در منطقه نظامی ویژه کی‌یف مستقر شدند. تعداد زیادی از هنگ‌های هوایی ارتش سرخ نیز در این منطقه نظامی قرار گرفتند. با وجود تغییرات ژوکوف، هیچ آرایشی از ارتش سرخ از جمله جبهه‌های جنوب غربی و جنوبی آن آماده جنگ نبود. به هر صورت نیروهای لایه نخست دفاعی بسیار نزدیک مرز و در فاصله ۵۰ کیلومتری از آن مستقر شدند که این مسئله با وجود مشکلات ترابری و سرعت کند پیاده‌نظام نسبت به تانک‌های آلمانی، آن‌ها را به سمت فاجعه می‌برد. لشکرهای بسیاری از سپاه‌های مکانیزه در اوکراین اغلب با فاصله ۱۶۰ کیلومتری از یکدیگر مستقر شدند. به هر صورت نیروهای مرزبانی تنها در این منطقه تحت امر منطقه نظامی قرار گرفته بودند. میخائیل کیرپونوس، فرمانده منطقه ویژه کیف بر اساس طرح دفاعی ژوکوف، دو گروه شوک هر یک با سه سپاه مکانیزه با مجموعاً ۳۷۰۰ تانک برای ضد حمله به عمق اراضی آلمان ترتیب دیده بود.

### اقدامات دیگر
استالین امیدوار بود با پایبندی تام به توافقات اقتصادی با آلمان از طریق تأمین مواد اولیه حیاتی برای اقتصاد آن، خطر یک مخاصمه در کوتاه مدت را دفع کند. بدین ترتیب در هجده ماه منتهی به جنگ، شوروی قریب به دو میلیون تن محصولات نفتی، ۱۴۰ هزار تن منگنز، ۲۶ هزار تن کروم و مقادیر زیادی از سایر اقلام به آلمان صادر نمود. با ابراز نگرانی عناصر اطلاعاتی و دیگران از تقویت تهدید نظامی آلمان بدین طریق، استالین اصرار بیشتری بر این پایبندی نشان داد. او در تلاش بود از این راه در ظاهر به هیتلر القا کند به او سو ظن پیدا نکرده‌است چرا که می‌پنداشت اگر پیشوای آلمان خلاف آن تصور نماید، کشورش را مورد حمله قرار خواهد داد. به هر روی، شوروی با تمرکز نیروهایش در مناطق مرزی سعی داشت حالتی بازدارنده در مقابل آلمان ایجاد کند. هنگامی که ماه آوریل سال ۱۹۴۱ سرویس اطلاعاتی شوروی خبر از استقرار ۷۲ لشکر آلمانی در مناطق مرزی داد، استالین به اتکای بیش از ۳۰۰ لشکر ارتش سرخ در این سوی مرز گفت: «بگذار تلاششان را بکنند.» مولوتف، وزیرخارجه شوروی نیز در اظهار نظری مشابه اذعان داشت: «تنها یک احمق به ما حمله می‌کند.» با توجه به چنین سخنانی می‌توان متوجه شد رهبران شوروی با وجود آگاهی از آماده‌سازی نظامی آلمان، کشورشان را در جایگاه قدرت می‌دیدند و توانش را بیش از مهاجمان فرض می‌کردند.

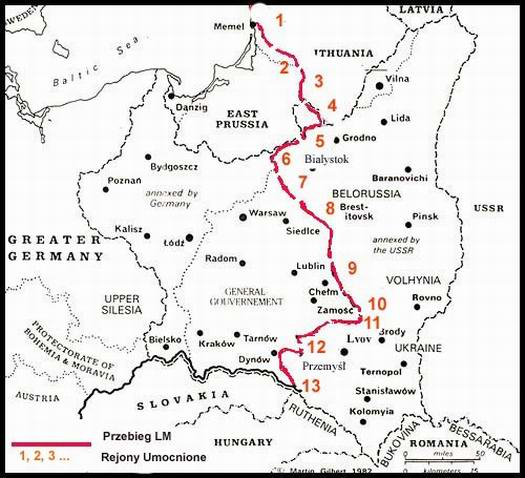
خط مولوتف

پس از جلسه شورای عالی نظامی ارتش سرخ در اواخر ماه فوریه و اوایل ماه مارس، با وجود مخالفت شدید ژوکوف و تیموشنکو، شوروی با رهاسازی تقریباً کامل استحکامات دفاعی خط استالین در مرز پیش از سال ۱۹۳۹ با لهستان و برچیدن آن، سعی در ایجاد استحکامات دفاعی دیگری در غرب مناطق ویژه نظامی در مرزهای جدید خود داشت. تجربه ارتش سرخ نشان از مؤثر بودن این گونه خط دفاعی‌های ثابت در هنگام به‌کارگیری آن توسط فنلاندی‌ها در جنگ زمستان علیه این کشور داشت. از این رو، آن‌ها شکست خط دفاعی ماژینو را در اثر ضعف فرانسوی‌ها می‌دیدند. در هر صورت با وجود اقدامات فراوان، کار ساخت این استحکامات جدید در اثر اختلالات حاصل از مخارج بالا، به کندی پیش رفت و در هنگام آغاز تهاجم آلمان کمتر از پنجاه درصد از آن به اتمام رسید. بسیاری از این استحکامات به جای تمرکز بر محتمل‌ترین مسیرهای پیشروی دشمن، به صورت همگونی در طول مرز پخش شده بودند. از طرفی ساخت استحکامات کاملا در دید آلمانی‌ها در آن سوی مرز صورت گرفت و هیچ استتاری بر آن‌ها اعمال نشد. ارتباطات تلفنی نیز بین این نقاط ناقص بود و تنها ۳۲ درصد از آن تکمیل گشت. بیشتر نقاط مستحکم تنها مجهز به مسلسل بود و صرفا ۲۵ درصد آن‌ها دارای تسلیحات ضد تانک لازم شدند.
به ابتکار ژوکوف برای جلوگیری از نابودی یا به غنیمت درآمدن آن‌ها، تجهیزاتی همچون توپ‌ها، کشنده آن‌ها و پل‌های معلق یگان‌های مهندسی در قالب «ماموریت‌های آموزشی» به فواصل دوری در مناطق شرقی منتقل شدند. با این وجود از انتقال زره‌پوش‌ها به منظور جلوگیری از تحریک آلمانی‌ها که مداوما بر فراز این مناطق پرواز شناسایی انجام می‌دادند و آشوب و هرج و مرج در میان نیروهای مرزی در اثر از دست دادن پشتیبانی این تجهیزات، خودداری گشت. با این حال ادوات زرهی این نیروها اغلب تسلیحات منسوخ از جمله تانک‌های تی-۲۶ و بی‌تی بودند و تصمیم بر این گرفته شد که تانک‌های جدیدتر تی-۳۴ و کی‌وی-۱ به نیروهای ذخیره راهبردی تعلق بگیرد. در این زمان شوروی که از کمبود افسران با تجربه رنج می‌برد، اقدام به بازگرداندن ۴ هزار تن از افسران قربانی پاکسازی بزرگ به خدمت فعال کرد.
تیموشنکو ماه مه با ارسال فرمانی به مناطق نظامی به تشریح کلیات وظایف آن‌ها در صورت تهاجم غافلگیرانه آلمان پرداخت. او آمادگی رزمی مناطق نظامی مرزی غربی را افزایش داد. بر اساس طرح تیموشنکو، سپاه‌های تفنگ‌دار می‌بایست لایه نخست و سپاه‌های مکانیزه لایه دوم را تشکیل می‌دادند. میانه ماه مه ستاد کل به مناطق نظامی غربی دستور داد به سرعت شروع به آماده‌سازی قرارگاه‌های فرماندهی کنند. میانه ماه ژوئن فرمان به انتقال عناصر فرماندهی به این قرارگاه‌ها تا ۲۱-۲۵ ژوئن داده شد.
ژوکوف درحالیکه فرماندهان محلی را از اقدامات یک‌جانبه بازمی داشت، آن‌ها را به دست یافتن به بالاترین میزان آمادگی که موجب برآشفتگی استالین نشود، تشویق کرد. جهت کاهش زمان رساندن نیروهای پوششی به آمادگی رزمی در صورت جنگ، به فرماندهان محلی توصیه شد ادوات و مهمات را به منظور جنگ آماده کنند. نیمی از گلوله‌ها و نارنجک‌های دستی می‌بایست از بسته‌بندی خارج و بین یگان‌های توپخانه و نیروهای پوششی که باید در آمادگی کامل می‌بودند، توزیع می‌شدند. به نیمی از یگان‌های تانک دستور داده شد سوخت‌گیری کرده و آماده اقدامات رزمی باشند. زمان هشدار جنگی برای لشکرهای تفنگ‌دار به دو ساعت و برای لشکرهای موتوریزه و توپخانه به سه ساعت کاهش یافت. روز ۱۹ ژوکوف با صدور فرامین اضطراری، دستور به استتار تاسیسات نظامی داد. به هر صورت این امر به خوبی اجرا نشد.

## برآورد و پیشبینی عملیاتی
استالین تصور می‌کرد همانند قربانیان پیشین آلمان، هر گونه اقدام نظامی از جانب آلمانی‌ها در ابتدا با یک ضرب‌الاجل همراه خواهد بود و این موضوع به شوروی زمان لازم جهت عکس‌العمل را خواهد داد. او با آگاهی نسبی از برنامه‌ریزی یازده‌ماهه ورماخت برای عملیات، پیشبینی می‌کرد آماده‌سازی نهایی آلمان برای آغاز حمله ۱۰ تا ۱۵ روز طول خواهد کشید و این فرصت بیشتری برای شوروی برای آماده‌سازی فراهم خواهد آورد.
گذر زمان ثابت کرد طرح‌ریزان شوروی اساساً شرایط را به اشتباه قضاوت کرده بودند و نه تنها نیروهایشان را بیش از حد در مناطق پیشین خط مقدم متمرکز نموده بودند بلکه فرض آن‌ها بر تأکید اصلی حمله آلمانی‌ها از جنوب منطقه پریپیات نیز غلط از آب درآمد تا تمرکز قوای شوروی در قسمت جنوبی با تهاجم قوای زرهی آلمان از مناطق شمالی‌تر، ارتش سرخ را در حالی نامتوازن قرار دهد. ارتش سرخ همچنین به اشتباه توان کلی ورماخت را بسیار بیش از واقع و ۲۶۰ لشکر، ۱۰ هزار تانک و ۱۵ هزار هواگرد برآورد کرده بود.

## تهاجم پیش‌دستانه
پس از پایان جنگ با لهستان و فنلاند، روز ۹ مه سال ۱۹۴۰، ارتش سرخ شروع به پایان دادن به بسیج عمومی نیروهای ذخیره کرد. به جز تعداد معدودی از یگان‌ها مابقی نیروها در تمامی رسته‌ها از جمله قوای زرهی و سواره‌نظام با مرخص کردن نیروهای خود، به وضعیت شرایط صلح بازگشتند. در این اقدام قریب به ۶۸۶ هزار نفر از مجموع ۳٫۲ میلیون سرباز ارتش سرخ از خدمت مرخص شدند. این مسئله نشان‌گر آن است که شوروی دست کم در مراحل آغازین جنگ جهانی دوم هیچ برنامه عمده‌ای جهت بهره‌گیری از شرایط موجود برای اقدام پیش‌دستانه علیه آلمان نداشته‌است. از این رو، استالین پیشنهاد تیموشنکو و ژوکوف در میانه ماه مه سال ۱۹۴۱ برای حمله پیش‌دستانه را نیز رد کرد. با این حال، برخی تاریخ‌دانان تجدیدنظرطلب تمرکز نیروهای شوروی در اوکراین را بر طرح‌ریزی استالین و ژنرال‌هایش برای تهاجم پیش‌دستانه به آلمان از طریق دور زدن نیروها و استحکامات ورماخت در لهستان از مسیری بهتر، تعبیر نموده‌اند.